# Hans Rambold
Hans Rambold (* 9. Mai 1954 in Buchbach) ist ein deutscher Kommunal- und Landespolitiker (CSU). Von 1998 bis 2008 war er 1. Bürgermeister der Gemeinde Buchbach und von 2003 bis 2008 gehörte er als Abgeordneter dem Bayerischen Landtag an.

## Werdegang
Nach dem Fachabitur und dem anschließenden Wehrdienst ließ Rambold sich zum Textilbetriebswirt (BTE) ausbilden. Seit 1980 ist er in seinem Heimatort als selbständiger Einzelhändler niedergelassen.
Seine politische Laufbahn begann 1972 mit dem Eintritt in die CSU. Nach den Kommunalwahlen 1984 übernahm er im Gemeinderat von Buchbach erstmals ein politisches Mandat. Von 1990 bis 1998 fungierte er dort als 2. Bürgermeister und war von 1998 bis 2008 1. Bürgermeister. Von 2002 an übte er zusätzlich ein Mandat im Kreistag des Landkreises Mühldorf a.Inn aus.
Bei der Landtagswahl im September 2003 zog er über die Parteiliste im Wahlkreis Oberbayern erstmals in den Bayerischen Landtag ein. Dort war er Vorsitzender des Schul- und Wissenschaftsausschusses, Mitglied des Ausschusses für Eingaben und Beschwerden sowie Mitglied des Ausschusses für Bildung, Jugend und Sport.
Bei den Landtagswahlen 2008 konnte er als Listenkandidat des Bezirks Oberbayern aufgrund der hohen Stimmverluste der CSU nicht wieder in den Landtag einziehen.
Rambold ist Reserveoffizier mit dem Dienstgrad eines Oberstleutnants.
Er ist verheiratet und hat zwei Kinder.
| Personendaten    | Personendaten                                      |
| ---------------- | -------------------------------------------------- |
| NAME             | Rambold, Hans                                      |
| KURZBESCHREIBUNG | deutscher Kommunal- und Landespolitiker (CSU), MdL |
| GEBURTSDATUM     | 9. Mai 1954                                        |
| GEBURTSORT       | Buchbach (Oberbayern)                              |